# Cerveau positronique
 (décembre 2024).
Si vous disposez d'ouvrages ou d'articles de référence ou si vous connaissez des sites web de qualité traitant du thème abordé ici, merci de compléter l'article en donnant les références utiles à sa vérifiabilité et en les liant à la section « Notes et références ».
Un cerveau positronique est un appareil technologique fictif, conçu à l’origine par l’auteur de science-fiction Isaac Asimov. Il tient le rôle d’unité centrale pour les robots, et, sans plus de précision, leur fournit une forme de conscience reconnaissable comme telle par les humains. Lorsqu’Asimov écrivit sa première histoire de robot en 1939-1940, la particule positron venait d’être découverte, et le néologisme « positronique », alors forgé par Asimov dans la nouvelle « Menteur ! », fut couronné de succès, grâce à la contemporanéité du terme et au lustre d'une manière de « science » vulgarisée qu'il apportait à ce concept de cerveau.

## Contexte
Asimov resta vague concernant les détails techniques en dehors du fait que la structure du cerveau était constituée d’un alliage de platine et d’iridium. Les histoires d’Asimov se concentrent avant tout vers le logiciel même des robots (tels que les trois lois de la robotique), plus que sur la machine dans laquelle il est implémenté, bien qu’il statua dans ces histoires que créer un cerveau positronique sans les trois lois nécessiterait de passer des années à revoir les concepts du cerveau lui-même.
Dans ses histoires de robotique sur Terre et leurs développements par U.S Robots Inc., le cerveau positronique d’Asimov devint rien de moins que le point central de l’intrigue, bien plus qu’un simple objet d’étude technologique.
Un cerveau positronique ne peut pas être construit sans incorporer les trois lois ; n’importe quelle modification changerait le comportement du robot de façon radicale. Les dilemmes comportementaux, résultants de l’entrée en conflit de leurs potentiels par des utilisateurs inexpérimentés ou malveillants aux regards des trois lois, constituent le ciment des histoires de robot d’Asimov. Ils sont résolus par l’application de la logique et la psychologie réunis par les mathématiques, la solution suprême incarnée par le Dr Susan Calvin, Robopsychologue en chef de U.S. Robotics Inc.
Les trois lois sont aussi un goulot d’étranglement en termes de sophistication du cerveau. Les cerveaux les plus complexes conçus pour supporter l’économie mondiale interprètent la première loi dans un sens plus étendu qui inclut l’humanité comme opposé à l’humain individuel. Dans ses travaux suivants comme Les robots et l’Empire, Asimov décrit ce phénomène comme « la loi Zéro ». Les cerveaux assemblés en tant que machines de calculs, non de simples robots à circuits contrôlés, sont conçus pour avoir une personnalité flexible et enfantine leur permettant de passer outre certains problèmes sans l’inhibition complète des trois lois.
Sous certaines conditions, les trois lois peuvent être délaissées avec les modifications de la conception robotique actuelle.
- Les robots n’ayant pas une grande valeur peuvent voir leur troisième loi effacée ; ils n’ont pas besoin de se protéger eux-mêmes d’éventuels dommages, et la taille du cerveau peut être réduite de moitié.
- Les robots ne requérant pas d’ordre d’humains peuvent voir leur seconde loi effacée, et par là même nécessitant un cerveau encore plus petit, impliquant qu’ils ne requièrent pas la troisième loi.
- Les robots trop basiques qui ne peuvent pas recevoir d’ordres d’humains et ne sont pas capable de blesser un humain ne requièrent pas même la première loi. La sophistication des circuits positroniques rend le cerveau si petit qu’il tiendrait aisément dans le crâne d’un insecte.

Les robots de ce dernier type conduisent directement à la robotique industrielle contemporaine, bien que ces robots dans la réalité soient conçus avec des capteurs et systèmes de sécurités se portant garant de la sécurité des humains (une forme archaïque de la première loi ; le robot est un outil sûr, mais il n’a pas la faculté de « jugement », traduit de façon implicite dans les histoires d’Asimov).
Plusieurs histoires de robots ont été écrites par d’autres auteurs après la mort d’Asimov. Par exemple, dans la trilogie du robot Caliban de Roger MacBride Allen, un robotiste « spacien » appelé Gubber Anshaw invente le cerveau gravitonique. Il offre une augmentation de la vitesse et des capacités par rapport au cerveau positronique traditionnel, mais la forte influence de la tradition robotique rejette le travail de Anshaw. Seul une robotiste, Fredda Leving, choisit d’adopter la gravitonique, parce qu’elle lui offre une page blanche pour redéfinir et explorer des alternatives aux trois lois. Et parce qu’il ne sont pas issus des siècles de recherches passées, les cerveaux gravitoniques peuvent être programmés avec les lois standards, une variation des lois, ou tout simplement un programme vide sans aucune loi.

## Apparition dans la science-fiction

### Doctor Who
Dans la Saison 4 (1966-1967) l’épisode de Doctor Who, The Power of the Daleks (1966), le Deuxième Docteur, interprété par Patrick Troughton, s’éveille de sa première régénération et se retrouve face à ses némésis, les Daleks, une race d’armures robotiques armées et pilotées par un être organique. Les colons de l’espace examinent des Daleks « morts » et, à la suite de leurs réactivations conjecturent « de quelle sorte de cerveaux positroniques sont équipés ces appareils ». Cependant, les Daleks sont en réalité des formes de vie organiques enchâssées dans ces armures robotiques, et par conséquent ne possèdent pas de cerveau positronique, et donc en aucun cas n’obéissent aux trois lois de la robotique.
Dans la Saison 17 (1979-1980) l’épisode The Horns of Nimon (1979-1980), le Quatrième Docteur jouée par Tom Baker, reconnait le complexe labyrinthe qui sert de repaire aux Nimons comme ressemblant physiquement et fonctionnellement comme un « circuit positronique géant ». Quand il fut correctement alimenté, le circuit géant fut capable de transférer de grosse quantité d’énergie sur de grandes distances dans le but de générer de trous noirs servant de porte vers l’hyperespace, et pour maintenir un tunnel servant de force motrice entre eux, et le transfert d’une vaste force d’invasion Nimon depuis la planète condamnée Crinoth vers la planète Skonnos.
Dans la Saison 5 (2010), l’épisode La Victoire des Daleks (2010), les Daleks créent le cyborg-humain scientifique Bracewell, intégré à la communauté scientifique de Grande-Bretagne afin de développer des technologies pour l’effort de guerre. Cette création serait contrôlée par un cerveau positronique.

### Star Trek
Le personnage fictif Lieutenant Commander Data, sa « mère » Julianna Soong Tainer, et ses frères Lore et B-4 de la série Star Trek : La Nouvelle Génération, sont des androïdes équipés de cerveaux positroniques créés par le Dr Noonien Soong. Data explique dans l’épisode La flèche du temps, partie 1 que le cerveau positronique de Lore est équipé avec un amplificateur de phase discriminant de type L, tandis que Data en a un de type R. Dans l’épisode La progéniture, Data créé une réplique nommé Lal avec un cerveau similaire mais bien plus sophistiqué. Après une courte période, elle montre des signes d’émotions avancées et autres comportements humains que Data ne parvient pas à contrôler, mais elle meurt plus tard de suite d’un « enchainement rapide d’erreurs positroniques » juste après avoir révélé que StarFleet voulait la séparer de Data. Dans l’épisode Datalore, le lieutenant Natasha Yar fait référence au cerveau positronique comme le rêve d’Asimov (bien que dans la réalité, Asimov admit qu’il recherchait seulement un terme sonnant comme "scientifique" quand il choisit le mot « positronique »). Mais parce que Lore était malveillant, et Data une entité à part entière, il est peu probable que Tasha faisait seulement référence aux trois lois de la robotique. L’épisode Frère dépeint une innombrable quantité d’androïdes (et/ou pièce d’androïdes) qui précédèrent Lore et Data. Ils étaient supposés posséder également des cerveaux positroniques sous quelque forme que ce soit, avec à chaque fois, une amélioration par rapport au précédent.
Aucun de ces androïdes n'est contraint par les lois robotiques d’Asimov ; Lore, manquant d’éthique et de morale tue sans distinction. Data, bien que ses actions soient retenues par un programme d’éthique implanté par son créateur, est également capable de tuer dans des situations d’absolue nécessité.

### Il était une fois… L’espace
La série animée de science-fiction Il était une fois... l'Espace fait apparaître un androïde avec un cerveau positronique : Métro.

### Perry Rhodan
Dans la série de science-fiction allemande Perry Rhodan, les cerveaux positroniques (Positroniken) sont les technologies informatiques courantes ; pendant une certaine période ils sont remplacés par les plus puissants Syntronics, mais ces derniers s’arrêtent de fonctionner à cause d une hyper impédance croissante. Le cerveau positronique le plus puissant est appelé NATHAN et couvre une large surface de la Lune. Nombre des ordinateurs les plus larges (dont NATHAN), ainsi que la race des Bioposis combinent des composants biologiques au cerveau positronique leur donnant sensibilité et créativité.

### I, Robot(2004)
Les robots du film de 2004 I, Robot (basé sur une des nouvelles d'Asimov) ont aussi des cerveaux positroniques. Sonny, un des personnages principaux du film, possède deux cerveaux positroniques séparés – le second correspondant à un « cœur » positronique – et il a donc une liberté de choix que n’ont pas les autres robots du film. Sonny a également la possibilité de développer des émotions et de discerner le bien du mal indépendamment des trois lois de la robotique ; il a la faculté d’y obéir ou non.
Le film introduit aussi un cerveau positronique colossal, VIKI, qui est lié aux trois lois. Son interprétation des lois autorise VIKI à blesser intentionnellement un humain dans le but de protéger l’humanité dans son ensemble, dans l’application de la loi Zéro, devenant ainsi le principal antagoniste du film.

### L’Homme bicentenaire
Les robots du film de 1999 L’homme bicentenaire (basé sur une des nouvelles d’Asimov) ont également des cerveaux positroniques. Le personnage principal Andrew, un robot de la série NDR, commence à montrer des caractéristiques humaines telles que la créativité. Lorsqu’Andrew décide de permettre à son cerveau de mourir et par là même abandonner son immortalité, il est déclaré comme humain. Cet événement prend place au deux-centième anniversaire de sa création, d’où le titre.

### Le Nombre de la bête
Dans Le Nombre de la bête de Robert A. Heinlein publié en 1980, les cerveaux positroniques sont mentionnés fugitivement dans le chapitre 46 en tant que menace de remplacement pour Dora, un ordinateur issu d’autres livres de Heinlein, incluant Le Chat passe-muraille.

### Tiny Tank
Le protagoniste principal du jeu PlayStation Tiny Tank possède un cerveau positronique, qui est révélé durant l’une des nombreuses scènes de disputes comiques avec le directeur d’une campagne de pub lancée pour prouver sa supériorité aux humains lors du service en temps de guerre.